# Hans Joachim Hirsch
Hans Joachim Hirsch (* 11. April 1929 in Wittenberge; † 9. September 2011 in Köln) war ein deutscher Strafrechtler an der Universität zu Köln.

## Leben

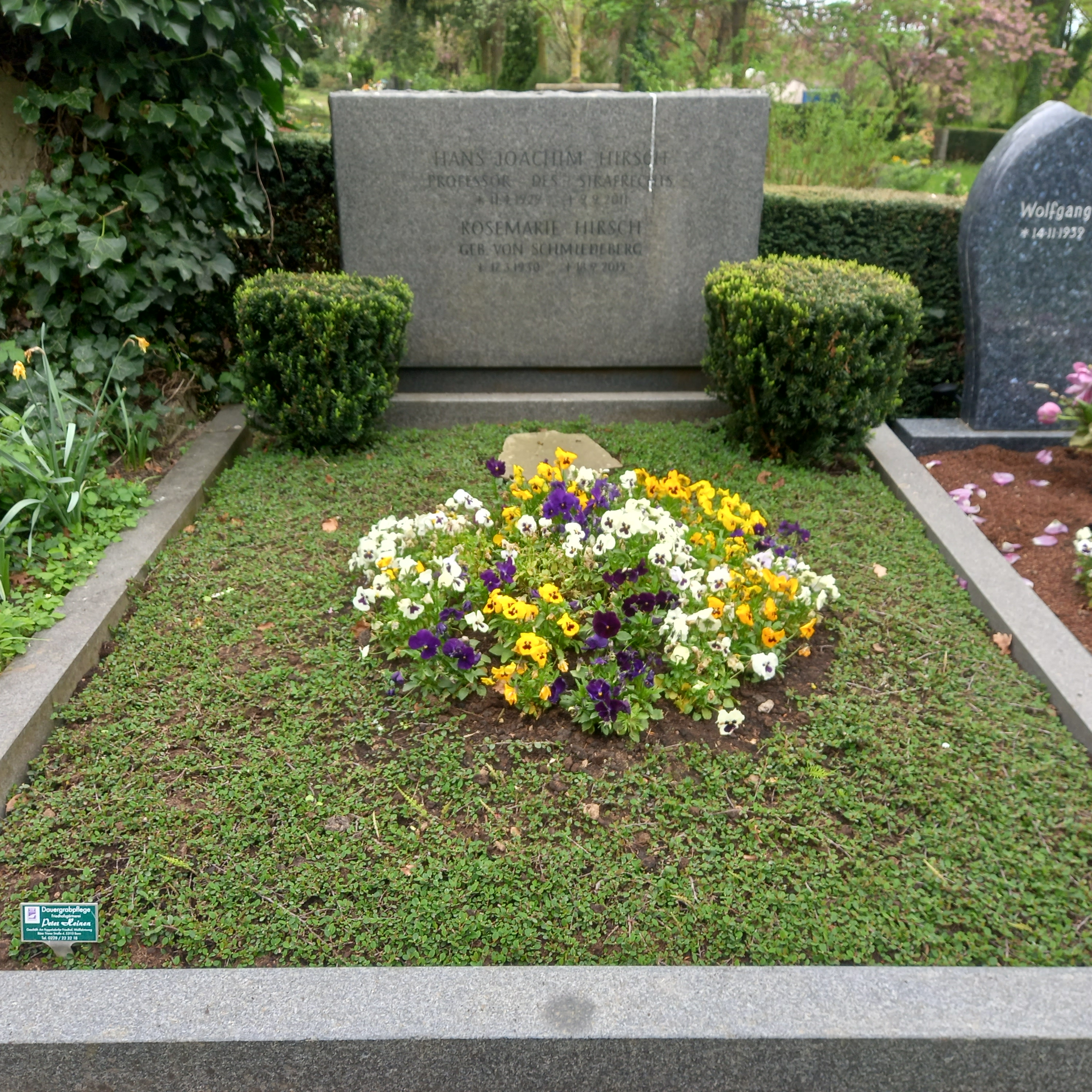
Das Grab von Hans-Joachim Hirsch und seiner Ehefrau Elisabeth geborene von Schmiedeberg auf dem Poppelsdorfer Friedhof in Bonn

Hans Joachim Hirsch wurde am 11. April 1929 in Wittenberge als Sohn des Wasserbauingenieurs Arnold Hirsch geboren. Durch dessen beruflich bedingte Wohnsitzwechsel lebte Hirsch in seiner Kindheit von 1932 bis 1936 in Berlin, anschließend bis 1938 in Emden und danach bis 1943 in Stettin. Angesichts zunehmender Luftangriffe auf Stettin wurde Hirsch im Sommer 1943 mit seiner Mutter und seinen Geschwistern nach Pasewalk evakuiert. Im Januar 1945 wurde er dort als Fünfzehnjähriger für den Volkssturm rekrutiert, einer Rekrutierung zur Waffen-SS entging er nur knapp. Am 26. April 1945 fand Hirschs Vater seinen Sohn in Pasewalk und konnte mit ihm vor den herannahenden sowjetischen Truppen fliehen. Über Güstrow gelangten beide am 1. Mai 1945 nach Ludwigslust, in das am gleichen Tag amerikanische Truppen einmarschierten. Da Ludwigslust aber alsbald den sowjetischen Truppen übergeben werden sollte, flohen beide weiter in das naheliegende britische Besatzungsgebiet. Nach Fußmärschen durch die Lüneburger Heide kamen Vater und Sohn am 8. Mai 1945 in Verden an der Aller an, wo die restliche Familie sich schon seit Wochen befand. 1948 legte Hans Joachim Hirsch das Abitur ab und begann anschließend an der Universität Göttingen Recht zu studieren. Unter anderem besuchte er dort die Vorlesungen zum Strafrecht bei Hans Welzel. Nach dem Ersten Juristischen Staatsexamen folgte 1957 an der Universität Bonn die Promotion mit der Dissertation Die Lehre von den negativen Tatbestandsmerkmalen: Der Irrtum über einen Rechtfertigungsgrund. Nach dem zweiten Staatsexamen besuchte Hirsch als Stipendiat des Deutschen Akademischen Austauschdienstes (DAAD) die London School of Economics. 
Seine berufliche Karriere startete Hirsch als Verwaltungsjurist im Bundeswirtschaftsministerium, habilitierte dann aber bei Welzel  zu Ehre und Beleidigung. Nach der Habilitation wurde er zunächst 1966 Professor an der Universität Regensburg. 1970 war er Mitausrichter der Strafrechtslehrertagung und referierte dort zur Reform der Körperverletzungsdelikte. 1974 wechselte Hirsch an die Universität zu Köln, an der er 1994 emeritiert wurde. Ab 1993 war er vier Jahre zusätzlich an der Martin-Luther-Universität Halle-Wittenberg lehrend tätig und beteiligte sich am Neuaufbau des Lehrbetriebes dieser Universität.

## Werk
Forschungsschwerpunkt von Hans Joachim Hirsch war die Dogmatik des Strafrechtes. Er verfasste zahlreiche Bücher, Kommentierungen, Fachaufsätze und sonstige Abhandlungen. Hirsch bemühte sich in seinen Arbeiten exakte und berechenbare Strukturen zu entwickeln. Nennenswert sind seine Arbeiten zur strafrechtlichen Handlungslehre, zur Rechtfertigung, zur Schuld, zu Delikten gegen Personen und zu den Grenzen des Strafrechts. Er befasste sich auch mit staatenübergreifenden Ansätzen und trat für den Austausch mit ausländischen Strafrechtlern ein.
Er wurde 1975 Mitherausgeber der Zeitschrift für die gesamte Strafrechtswissenschaft und war 17 Jahre deren Gesamtschriftleiter. Hirsch war 1987 bis 1997 Vorsitzender der Strafrechtlichen Sektion der Gesellschaft für Rechtsvergleichung. Er wurde 1991 ordentliches Mitglied der Nordrhein-Westfälischen Akademie der Wissenschaften und der Künste und war 2004 und 2005 dort Vorsitzender der Klasse der Geisteswissenschaften und Vizepräsident der Akademie.

## Ehrungen
- Ehrendoktor der Universität Thessaloniki (1985)
- Ehrendoktor 1990 der Keiō-Universität (1990)
- Ehrendoktor der Adam-Mickiewicz-Universität Posen (1990)
- Ehrendoktor der Universität Sungkyunkwan in Seoul (1994)
- Verdienstorden der Republik Polen, Offizierkreuz (1995)
- Ehrendoktor der Nationalen und Kapodistrias-Universität Athen (1999)
- Bundesverdienstkreuz am Bande (5. Januar 2000)[2]